# 上鳥羽口站
上鳥羽口站（日语：／ Kami-Tobaguchi eki */?）是位於日本京都府京都市伏見區竹田向代町川町，屬於近畿日本鐵道（近鐵）京都線的車站。車站編號為B04。

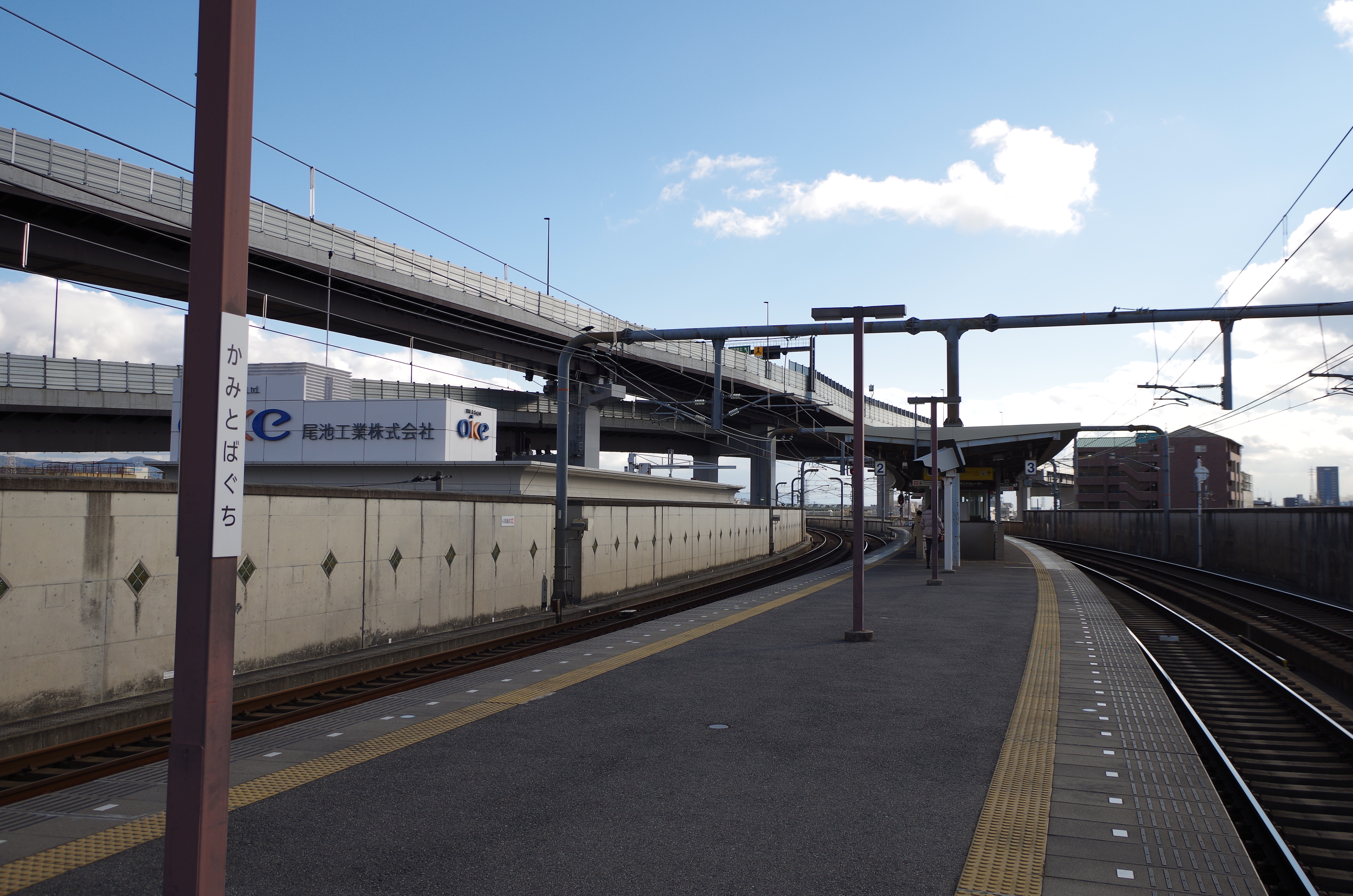
月台(2013年1月)

## 歷史
- 1940年（昭和15年） 4月15日 - 奈良電氣鐵道十条 - 竹田間開通時啟用。
- 1963年（昭和38年）10月1日 - 因為公司合併而屬於近畿日本鐵道的車站。
- 1998年（平成10年）10月3日 - 竹田 - 東寺間的連續高架化工程，下行方向高架化。
- 1999年（平成11年）11月27日 - 上行方向也高架化。
- 2007年（平成19年）4月1日 - 開始通用PiTaPa。

## 車站構造
本站是擁有1面2線的島式月台的高架車站。月台的有效長度為6輛車廂。檢票口和大廳均在1樓，月台位於2樓。站內設有檢票口。
| 月台 | 路線   | 方向 | 目的地                                           |
| 1    | 通過   | 通過 | 通過                                             |
| ---- | ------ | ---- | ------------------------------------------------ |
| 2    | 京都線 | 下行 | 丹波橋、新田邊、大和西大寺、奈良、橿原神宮前方向 |
| 3    | 京都線 | 上行 | 京都方向                                         |
| 4    | 通過   | 通過 | 通過                                             |

## 使用情況
根據近年來該車站的1日平均搭乘人數的調査結果如下。
- 2015年11月10日：7,650人
- 2012年11月13日：7,091人
- 2010年11月9日：7,232人
- 2008年11月18日：7,757人
- 2005年11月8日：7,002人

## 相鄰車站
近畿日本鐵道
 京都線
■急行、■準急
通過
■普通
十條（B03）－上鳥羽口（B04）－竹田（B05）

## 外部連結
- 上鳥羽口 - 近畿日本鐵道